# Euroto
Euroto là một chi bướm ngày thuộc họ Bướm nâu.